# دبس السكر

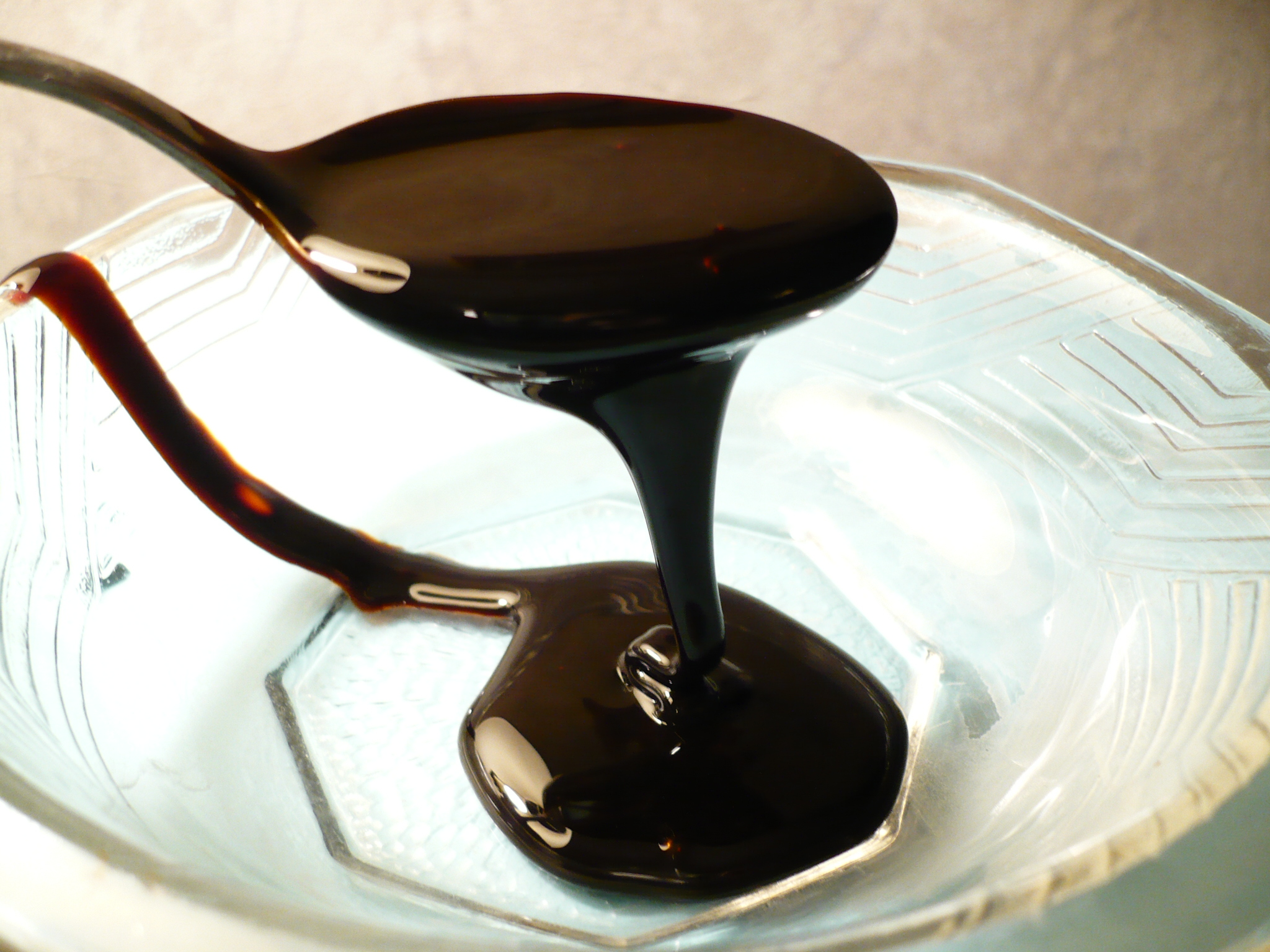
دبس السكر.

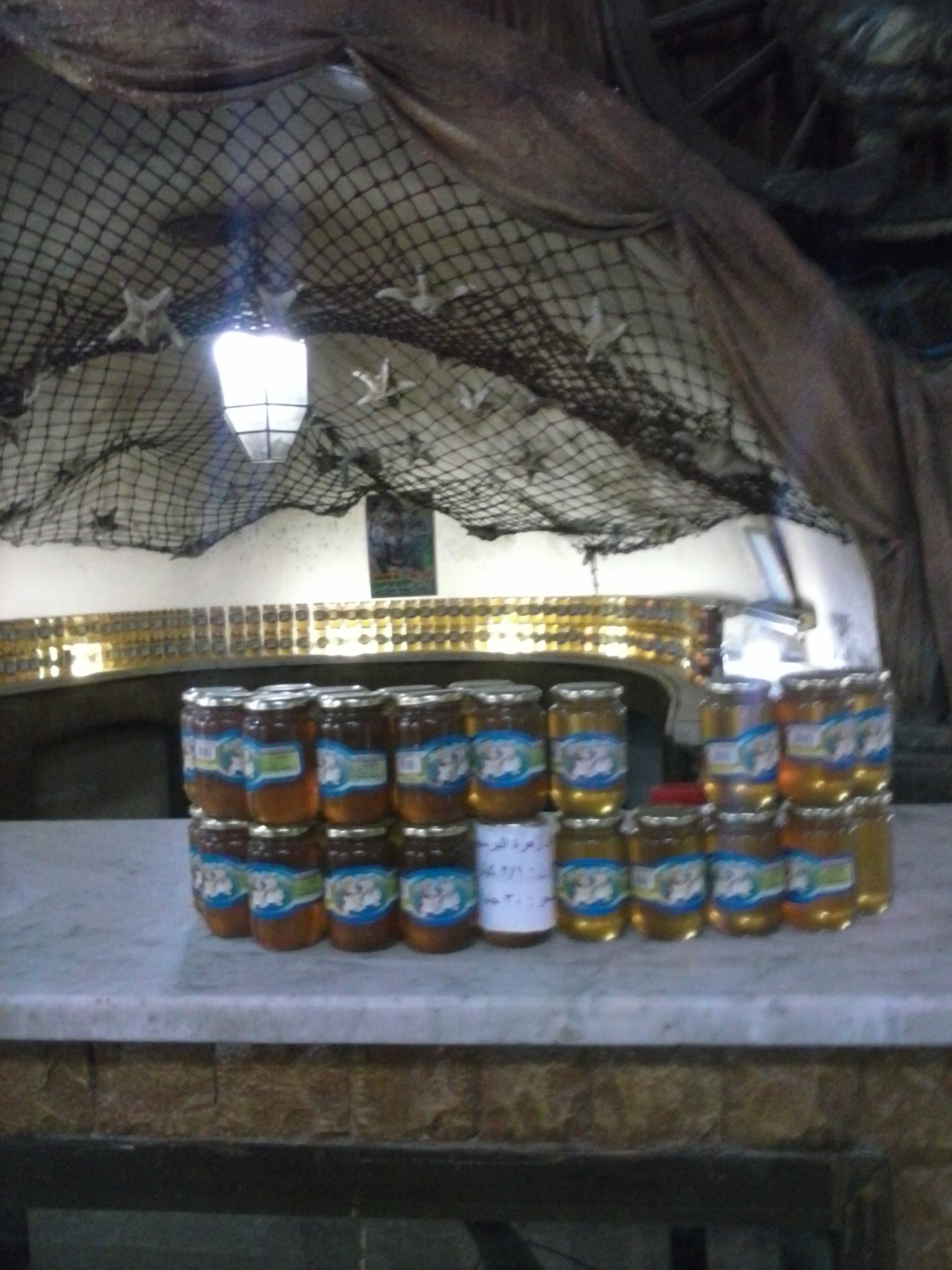
برطمانات «العسل الأسود» وعسل النحل في مصر.

دبس السكر أو العسل الأسود أو المولاس أو مولاس القصب سائل بني لزج غامق كثافته في حدود 1.4جم /سم3 وهو الناتج الثانوي من عملية البلورة النهائية لتصنيع السكر. أي انه مادة لزجة ناتجة عن تكرير قصب السكر أو بنجر السكر إلى سكر.
يدخل في صناعات متعددة أهمها الكحول والغليسرين وصناعات التخمر والأعلاف.
يطلق على شراب الذرة البيضاء الحلوة بالعامية بالمولاس الذرة البيضاء في جنوب الولايات المتحدة الأمريكية.

## دبس السكر كيميائيا
دبس السكر
يحتوي دبس السكر المستحصل بعد تصنيع الشمندر السكري حوالي 60% سكروز و 40% مكونات أخرى (ك " على الأساس الجاف). وتتضمن المواد غير السكرية، معبرا عنها بالنسبة المئوية للوزن من دبس السكر: 10% أملاح غير عضوية وخصوصا البوتاسيوم، الرافینوز (حوالي 1.2%)؛ السكاريد الثلاثي الكيستوز، الناتج الصناعي الخادع للعملية؛ والحموض العضوية (الفورميك والأسيتيك، والبروبيونيك، والبوتيريك والفاليريك)؛ والمركبات المحتوية النيتروجين الحموض الأمينية والبيتائين وغيرها). والحموض الأمينية الرئيسة هي حمض الغلوتاميك ومشتقاته وحمض بیرولیدین الكروکسيليك. يستخدم دبس السكر في إنتاج خميرة الخباز؛ وفي تكنولوجيا التخمر لإنتاج الإيثانول وحموض السيتريك واللاكتيك والغلوكونيك وكذلك الغليسيرول والبوتانول والأسيتون؛ وكمكون في الأغذية المختلطة؛ أو في إنتاج الحموض الأمينية. تحتوي بقایا دبس السكر بعد تصنيع سكر القصب على حوالي 4% سكر منقلب و30-40% سكروز و10-25% مواد مرجعة ومقدار قليل جدا من الرافینوز ويخلو من البيتائين، ولكنه على خلاف دبس الشمندر، يحتوي حوالي 5% حمض الأكونيتيك.
أهم مصادر للسكر
إنتاج سكر الشمندر
سيوصف أو عزل سكر الشمندر لأن العمليات المستخدمة في تحضير هذه المادة وفصلها تم تطويرها نحو الكمال. وكانت هذه العمليات قد ځولت مؤخرا إلى إنتاج سكر القصب إنطلاقا من مرحلة تركيز العصير النقي. في الحقيقة، جرى تصنيع سكر القصب على نحو بدائي أدت جهود الانتقاء المطولة إلى الشمندر السكري الذي يصل محتوى السكروز الأعظمي فيه 15-20% في أواسط أكتوبر وكان وسطي السكروز خلال 85-1980 في جمهورية ألمانيا الفيدرالية 16.3%. بلغ الإنتاج البدئي من قبل Achard 4.5 كغ / 100 كغ شمندر وزاد إلى حوالي 14 كغ. وحاليا، تمتلك ضروب الشمندر محتوی سكري أكبر ومقادير أقل من المواد غير السكرية. ولدى هذه الضروب شکلا محبا تشريحية، أي أنها صغيرة ونحيلة ذات سطح أملس وبنية نسيجية صلبة. وبما أن تراكم السكر في الشمندر يصل ذروته في أكتوبر ويتفكك بسبب التنفس الحاصل أثناء التخزين اللاحق للشمندر، فإن الشمندر يصنع سريعا من نهاية سبتمبر إلى أواسط ديسمبر. تحتوي خلاصة سكر الشمندر حوالي 17% سكروز و 0.5% مادة غير عضوية و 1.4% مادة عضوية غير السكروز. وإن محتوى السكر المنقلب والرافینوز هو 0.1% (قد يصل هذا إلى 2% في دبس السكر molasses). يعد ثلاثي السكاريد الكيستوز Kestose، الموجود في الخلاصة، نتاج اصطناعية في سياق تصنيع الشمندر. وإضافة إلى المواد البكتيكية spectic تحتوي خلاصة الشمندر صابونينات مسؤولة عن إرغاء الخلاصة وترتبط مع السكريات. أما المقومات غير السكرية ذات الأهمية الخاصة التي تحتوي النتروجين فهي البروتينات والحموض الأمينية الحرة وأميداها (مثال، الغلوتامين) وبيتائين الغليسين " betaine تكون هذه المقومات 0.3% من الشمندر وحوالي 5% من دبس السكر. يحتوي رماد الشمندر حوالي 28% بوتاسيوم و 4% صوديوم و 5% كالسيوم و 13% حمض الفسفوريك وعلى آثار من عناصر كثيرة. وتتضمن المقومات غير السكرية لخلاصة السكر أيضا مركبات ذات رائحة قابلة للتقطير بالبخار، وحموض فينولية، مثال، حمض الفيروليك ferulic acid وإنزيمات الشمندر الكثيرة نشاطها جدا أثناء تحضير الخلاصة. تستطيع هذه الإنزيمات، مثال، أكسيداز عديد الفينول تحريض الإسوداد عبر بناء الميلانين، مع انتقال اللون أثناء استخلاص الشمندر إلى خلاصة السكر الخام.
إنتاج سكر القصب
يبدأ تصنيع قصب السكر بالعصر للحصول على العصارة الحلوة من القصب المغسول جيدا. ولهذه الغاية، يتحرك القصب إلى آلات التقطيع حيث تقطع السكاكين السويقات ثم تتحرك إلى آلات العصر حيث تقوم سلسلة من البكرات الفولاذية الثقيلة الدوارة بعصر القصب تحت ضغط كبير. إذ يزال أكثر من 60% من وزن القصب بعد البكرة الأولى على شكل عصارة تحتوي 70% أو أكثر من محتوى السكروز في القصب. ويوفر العصر المتكرر نتاج سكروز 93-97.5%. وقد يجمع العصر مع الإستخلاص بمزج «تفل قصب السكر bagasse» (القصب المضغوط) بالماء الحار أو عصير القصب المخفف الساخن، متبوعة بضغط نمائي. وتطبق الخبرة المكتسبة من الإنتاج المستمر لشراب الشمندر الرقيق على إنتاج سكر القصب، متضمنة إدخار الطاقة الناتجة وزيادة إنتاج السكر.
وجرى تنقية الخلاصة الخام الحمضية قليلا (4.8-5.0 pH) واستعدالها بالمعاملة مع الكلس limne أو الكلس وثنائي أكسيد الكربون. وإن العملية اللاحقة على الشراب الصافي المنقى تتوازى مع عملية تصنيع الشمندر السكري. ويبلغ إنتاج سكر القصب الخام 6-11% من وزن القصب. يستخدم «تفل قصب السكر» کوقود، ولصنع ألواح الجدران أو يستخدم كمادة عازلة.
المصادر الأخرى لإنتاج السكروز
تفيد بعض النباتات غير الشمندر السكري وقصب السكر كمصادر للسكروز: يحصل على سكر التمر Date Sugar من الثمار الحلوة اللحمية fleshy النخيل التمر (الجزائر والعراق)، التي تحتوي% 81 من السكروز من مكوناتها الصلبة. سكر النخيل Palm Sugar من أنواع النخيل المتنوعة مثال، النخيل التدمري وعصارة النخيل الطازجة Toddy palm وجوز الهند ونخيل نيبا Nipa palm النامية في الهند وسيرلانكا وماليزيا والفيليبين على التوالي. يحصل على سكر القيقب Maple Sugar من شجرة القيقب (Acer saccharum)، الموجودة في أمريكا الشمالية (الولايات المتحدة الأمريكية وكندا) واليابان. إن العصارة التي تقطر من الفجوات المثقوبة في جزع شجرة القيقب، تحري نزولا عبر ركائز معدنية إلى سطول معدنية. وتحتوي هذه العصارة حوالي 5% سكروز، ومقادير قليلة من الرافینوز وبعض قليلات السكاريد الأخرى ذات البنى غير المعروفة. إنها سوق على شكل مركز إما كشراب القيقب أو سكر القيقب. وعة المواد العبيرية مقومات هامة لهذه المنتجات. ويحتوي الشراب أيضا حموضة متنوعة، مثال حموض السيتريك والماليك والفوماريك والغليكوليك والسكسونيك. أما المكون الرئيس السكر القيقب فهو السكروز (88-99% من كل المواد الصلبة). تتضمن المقومات العبيرية الفانيلين وألدهيد السير نحيك وثنائي هیدرو کونفيريل الكحول وميثيل كيتون الفانيلويل والفرفورال. سكر السرغوم تحتوي سويقات سرغوم السكر (Sorghum dochna) % 12 سكروز. كان هذا المصدر هامة في البداية في الولايات المتحدة الأمريكية.
الرزم والتخزين Packaging and Storage
رزم السكروز في ورق، وأكياس ليفية أو كتانية، وفي صناديق كرتونية، وحقائب ورقية أو أوعية مخروطية، وفي حاويات زجاجية وفي رقائق عديد الإيتيلين؛ وتفيد الأخيرة كبطانة في الحاويات الورقية والليفية والخشبية. يخزن السكر عند رطوبة نسبية 65-70% في شكله المقلقل في أوعية أو بتكديس الأكياس الورقية أو الليفية. ويوزع السكر غير المحزوم، الفرط أو أكوام السكر للصناعة وتجار الجملة في أوعية بالشاحنات أو عربات شحن على سكة الحديد.

## أنواع دبس السكر
توجد أنواع مختلفة من دبس السكر تختلف في اللون، القِوام، والنكهة، ومحتواها من السكر، وفيما يأتي توضيح لكلّ منها:
1- دبس السكر الخفيف:
(بالإنجليزيّة: Light molassess)، وهو الشراب الناتج عن عملية الغليان الأولى لعصير قصب السكر، ويتميز بلونه الخفيف وطعمه الأحلى ويستخدمه الناس عادة في إعداد المخبوزات. دبس السكر الغامق: (بالإنجليزيّة: Dark molassess)، وهو الشراب الناتج عن عملية الغليان الثانية لعصير قصب السكر، ويتميز بأنه أكثر سماكة، أغمق، وأقل حلاوة من دبس السكر الخفيف، كما أنّه يُعطي لوناً ونكهةً مُميزين للمخبوزات في حال استخدامه في تحضيرها.
2-العسل الأسود:
(بالإنجليزيّة: Blackstrap molassess)، وهو الشراب الناتج عن عملية الغليان الثانية لعصير قصب السكر، وهو أغمق أنواع الدبس وأكثرها سماكةً وتركيزاً، ويميل إلى أنّ يكون مُرّ الطعم، ومن الجدير بالذكر أنّه يحتوي على الكثير من الفيتامينات والمعادن، ويُقدّم العديد من الفوائد الصحية.
3- دبس السكر المٌعالج بالكبريت:
(بالإنجليزيّة: Sulfured molassess)، وهو دبس السكر المُضاف إليه ثنائي أكسيد الكبريت (بالإنجليزيّة: Sulfur dioxide)؛ والذي يعمل كمادة حافظة ويزيد من فترة صلاحية دبس السكر، ويتميز دبس السكر المُعالج بالكبريت بأنّه أقلّ حلاوة من دبس السكر الخالي من الكبريت (بالإنجليزيّة: Unsulfured molasses).

## القيمة الغذائية لدبس السكر
على عكس السكر المكرر، يحتوي دبس السكر على بعض الفيتامينات والمعادن، حيث تحتوي ملعقة كبيرة (20 غم) من دبس السكر على الكميات التالية من القيم اليومية لكل عنصر غذائي:
- المنغنيز: 13٪
- المغنيسيوم: 12٪
- النحاس: 11٪
- فيتامين ب 6: 8٪
- السيلينيوم: 6٪
- البوتاسيوم: 6٪
- الحديد: 5٪
- الكالسيوم: 3٪

تحتوي الملعقة الواحدة أيضا على حوالي 58 سعرا حراريا، تأتي جميعها من الكربوهيدرات - معظمها من السكر.

## فوائد دبس السكر
محتواه من العناصر الغذائية
على عكس سكر المائدة الأبيض، فإن الدبس يُعدّ غنيّاً بالبوتاسيوم، كما أنّه يحتوي على العديد من الفيتامينات والمعادن الأخرى، ومنها: الكالسيوم، والحديد، والمغنيسيوم، والكولين، وبعض فيتامينات ب.
حيث يحتوي دبس قصب السكر على ما يتراوح بين 30% و36% من سكر السكروز، وما يترواح بين 10% و17% من سُكريّ الفركتوز والجلوكوز، كما تُشكّل المعادن ما يتراوح بين 10% و16% من مُحتوى دبس قصب السكر، كما يحتوي أيضاً على كميّات بسيطة من الأحماض العضوية والبروتينات.
1- صحة العظم
يعتبر دبس السكر مصدرًا جيدًا للحديد والسيلينيوم والنحاس، وكلها تساعد في الحفاظ على صحة العظام، ويحتوي الشراب أيضا على بعض الكالسيوم الذي يلعب دوراً مهماً في صحة العظام والوقاية من هشاشة العظام، ومع ذلك، تتوفر مصادر غذائية صحية أخرى لهذه المعادن على نطاق واسع، وتشمل المكسرات والبذور ومنتجات الألبان، ويجب ألا يعتمد الناس على دبس السكر مصدراً وحيداً لهذه العناصر الغذائية.
2- مصدر غني بمضادات الأكسدة
أشارت دراسة نشرت في مجلة Food Chemistry عام 2020 إلى أن دبس السكر يمتلك نشاطا مضادا للأكسدة؛ حيث بينت نتائج الدراسة أنه يمكن استخدام دبس قصب السكر مصدراً لمركبات البوليفينول الذي قد يساهم في تحسين الصحة، كما أظهرت دراسةٌ مخبريةٌ نشرت في مجلة Agricultural and Food Chemistry عام 2012 أن دبس قصب السكر قد يمتلك تأثيرا يحمي الخلايا من الضرر، وذلك بسبب احتوائه على الفينولات بتراكيز عالية، والتي تمتلك خصائص مضادة للأكسدة، كما أشارت نتائج دراسةٍ مخبريةٍ أخرى نشرت في مجلة Complementary and Alternative Medicine عام 2015 إلى أن دبس الشمندر هو مصدر طبيعى لمضادات الأكسدة.
كما أشارت دراسة أخرى نشرت في مجلة American Dietetic Association عام 2009 إلى أن النشاط المضاد للأكسدة الخاص بدبس السكر الغامق أو دبس السكر الأسود كان أعلى من النشاط المُضاد للأكسدة الخاص بدبس السكر الخفيف أو أنواع السكريات الأخرى مثل السكر المُكرر.
3- خصائص مضادة للبكتيريا
بينت دراسة مخبرية، نشرت في مجلّة Food Science and Technology عام 2017، أن مركبات الفينول الموجودة في دبس الشمندر تمتلك نشاطاً مضادّاً لنموّ بعض أنواع البكتريا والتي تسبّب الأمراض المنقولة بالغذاء، ويُعتقد أنّ هذا يحدث بسبب أن دبس الشمندر يسبب تلفاً في الغشاء السيتوبلازمي وبروتينات البكتيريا.
4- صحة القلب
يعتبر دبس السكر مصدرًا جيدًا للبوتاسيوم، الذي يعزز ضغط الدم الصحي ويساعد في الحفاظ على صحة القلب، وعلى الرغم من أن الباحثين لم يدرسوا آثار دبس السكر على القلب لدى الإنسان، إلا أن الدراسات التي أجريت على الحيوانات تشير إلى أن استكمال النظام الغذائي بدبس السكر يمكن أن يساعد في زيادة مستويات البروتين الدهني عالي الكثافة (HDL)، أو الكوليسترول «الجيد».
قد تحمي المستويات الصحية من كوليسترول HDL من أمراض القلب والسكتات الدماغية، ومع ذلك، لا يوجد دليل يشير إلى أن دبس السكر سيكون له نفس الفوائد لدى البشر.

## أضرار الدبس
يعتبر دبس السكر آمنا لمعظم الناس، إذا تناولوه باعتدال، إلا أنه قد يسبب أضرارا جانبية في بعض الحالات، ونذكر منها ما يأتي:
¤ يجب على الأشخاص الذين يعانون من ضعف التحكم في نسبة السكر في الدم أن يحدوا من تناولهم لجميع أشكال السكر، بما في ذلك دبس السكر، حيث يمتلك دبس السكر تصنيفًا مشابهًا لمؤشر نسبة السكر في الدم للسكر المكرر، ويقيس مؤشر نسبة السكر في الدم مدى سرعة رفع أطعمة معينة لمستويات السكر في الدم.
¤ قد يسبب دبس السكر مشاكل في الجهاز الهضمي، وقد يؤدى استهلاك كمياتٍ كبيرةٍ منه إلى الإسهال، ولذلك قد ينصح الأشخاص الذين يعانون من القولون العصبي، أو أي مشاكل هضمية، بتجنب تناول دبس السكر.قد تحتوي بعض أنواع دبس السكر على مركبات الكبريتيت، أو ما تعرف بالسلفايت، وهي تضاف لمنع نمو البكتيريا، ولكن بعض الأشخاص قد يعانون من الحساسية تجاه هذه المركبات، لذلك يجب على الأشخاص الذين يعانون من هذه الحساسية تجنب دبس السكر، بالإضافة إلى قراءة الملصق الغذائي للتأكد إذا كان الدبس قد تمت معالجته بالكبريتيت أم لا.
* الخلاصة
دبس السكر شراب كثيف يستخدمه الناس مُحلِّياً، وهي نتيجة ثانوية لعملية صنع السكريحتوي دبس السكر على عناصر غذائية أكثر من السكر المكرر. هناك عدة أنواع من دبس السكر، لكل منها خصائص مختلفة. يحتوي دبس السكر على العديد من العناصر الغذائية التي توفر فوائد صحية، كما أنه يحتوي على مضادات أكسدة أكثر من المُحليات الشائعة الأخرى. يجب على أي شخص يستهلك دبس السكر أن يفعل ذلك باعتدال، مع الأخذ في الاعتبار أن الحصة هي 1 ملعقة كبيرة، أو 20 غم.على الرغم من محتوى الدبس من العناصر الغذائية المفيدة، إلّا أنّه شكلٌ من أشكال السكر، لذلك يجب استهلاكه بحذر من قِبل الأشخاص الذين يعانون من ضعف التحكم في نسبة السكر في الدم أو مشاكل في الجهاز الهضمي.

## علب دبس السكر

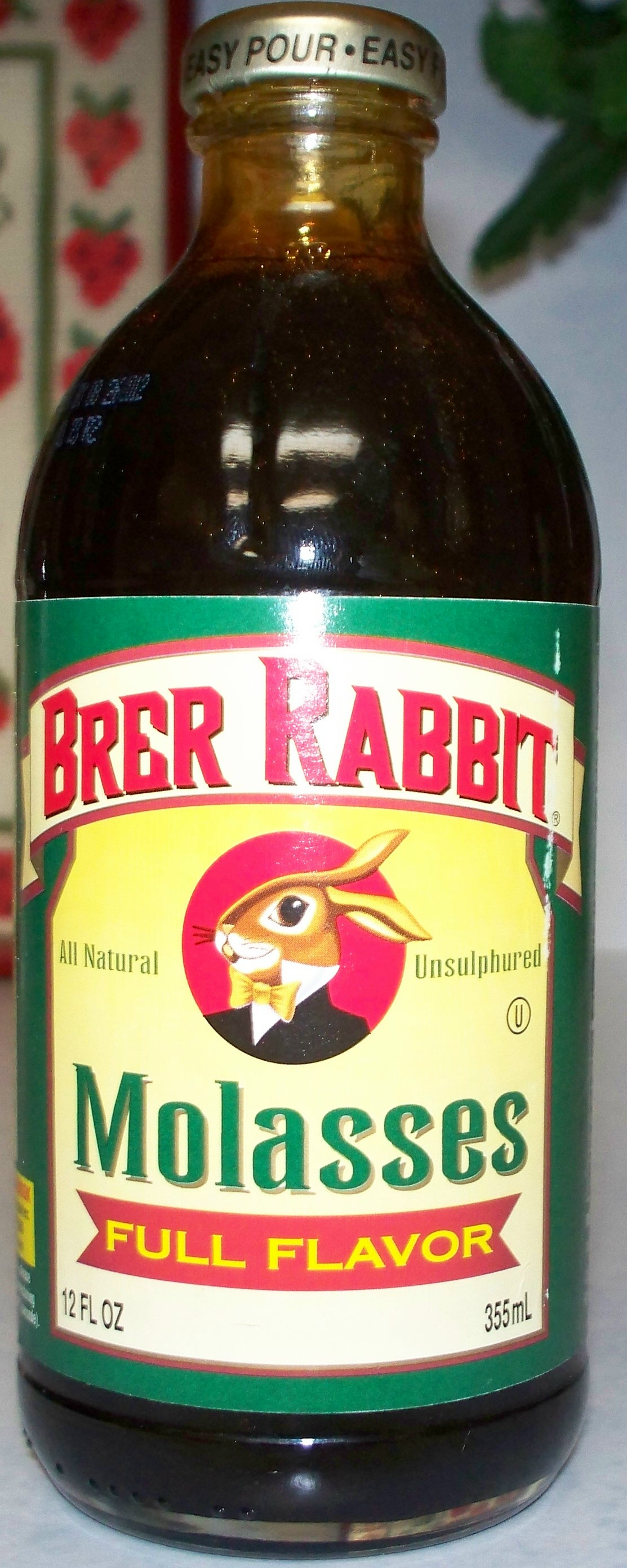
علبة دبس السكر

لصنع دبس السكر، يحصد قصب السكر وتُزال الأوراق. يستخلص العصير عادة بالقطع، العصر، أو العجن. يغلى العصير حتى تزيد كثافته، وتزيد من تبلور السكر. ناتج الغليان الأول يسمى «العصير الأولي»، وهو يحتوي الكمية الأكبر من السكر. يطلق على العصير الأولي في جنوب الولايات المتحدة عادة بالعصير القصب، لتمييزه عن دبس السكر. يصنع دبس السكر من الغليان الثاني للعصير المستخلص، ويملك طعم مر خفيف.

### العسل الأسود
يعطي الغليان الثالث لعصير السكر عسلا غامقا (بالإنجليزية: Blackstrap molasses)‏ لزجا، معروف بطعمه القوي. تُزال وتتبلور أغلبية السكروز من العصير الأصلي. يعود المحتوى الحراري للعسل الأسود على الأغلب إلى كمية السكر القليلة المتبقية. على عكس السكاكر المكررة بشكل كبير، يحتوي على كميات جيدة من فيتامين ب6 والمعادن، منها الكالسيوم، المنغسيوم، الحديد، المنغنيز؛ توفر ملعقة طعام واحدة حوالي 20% من القيمة اليومية التي يحتاجها الجسم من هذه المعادن. العسل الأسود هو مصدر جيد للبوتاسيوم أيضا. يباع العسل الأسود لمدة طويل على أنه مكمل غذائي.
يكون طعم العسل الأسود أمر من دبس السكر العادي. ويستخدم عادة في المعجنات. يستخدم الناتج المتبقي من تكرير السكر إنتاج الكحول ومقوم في العلائق للحيوانات وكسماد.

## دبس الشمندر السكري
يختلف صنع الدبس من الشمندر السكري عن قصب السكر. لا يطلق اسم الدبس إلا على العصير المتبقي من عملية التبلور الأخيرة ؛ تكون العصائر المتوسطة أخضر غامق وأخضر كاشف، وهذه العصائر تعاد معالجتها داخل معمل البلّورة لزيادة الاستخلاص. يحتوي دبس الشمندر السكري على 50% سكر من وزنه الجاف، وغالبيته من السكروز، ويحتوي أيضا على كميات ممتازة من جلوكوز وفركتوز. يحتوي الشمندر السكري على كمية قليلة من بيوتين (فيتامين بي7) لنمو الخلايا، لهذا السبب، يُلحق بمصدر للبيوتين. يحتوي الجزء غير السكري على العديد من الأملاح، منها الكالسيوم، البوتاسيوم، أكسالات، الكلوريد ويحتوي على البيتين (بالإنجليزية: betaine)‏ ورافينوز ثلاثي السكاريد (بالإنجليزية: trisaccharide raffinose)‏. هؤلاء يعتبروا نواتج لعملية التكثيف من مادة المعمل الأصلية أو الكيمياويات، مما يجعلها سيئة المذاق للبشر، ولذلك تستخدم بشكل أساسي كإضافة لطعام الحيوانات أو كمادة للتخمير.